# سن هسینتو، نوادا
سن هسینتو (به انگلیسی: San Jacinto) یک شهر در ایالات متحده آمریکا است که در شهرستان ایلکو، نوادا واقع شده‌است. سن هسینتو ۱٬۵۸۴٫۹۸ متر بالاتر از سطح دریا واقع شده‌است.